# OE (телеканал)
OE — український розважальний телеканал латвійського походження, який транслював розважальні програми для широкої аудиторії.

## Історія телеканалу
Балтійський розважальний телеканал OE розпочав мовлення і виробництво власного контенту в Україні. У компанії пояснили, що вирішили змінити країну через жорсткість умов ведення бізнесу в Балтії і розраховують завоювати аудиторію, у тому числі серед абонентів кабельних мереж.
У 2012 році телеканал посів перше місце у балтійських країнах (Латвія, Литва і Естонія) серед розважальних телеканалів для молоді і 12 місце серед 120 телеканалів, представлених на ринку в країнах Балтії.
Керівник і власник латвійського телеканалу ОE вирішив повністю перенести свій бізнес в Україні влітку 2013 року. Компанія перевезла з Риги студію і латвійських співробітників. Компанія також набрала місцевих працівників. Столиця України стала базою, де будуть створювати і транслювати передачі цього молодіжного каналу. На засіданні Нацради з телебачення і радіомовлення OE отримав ліцензію на супутникове та кабельне мовлення.

## Телепрограми
- ОЕ HITS
- ОЕ KIDS
- TOP 10 MADE IN UA
- ОЕ ПРЕМ'ЄРА
- ОЕ НІЧНИЙ СЕАНС
- OE LIVE DJ
- TOP 10 BEST DANCE VIDEO